# Осельсько
Осельсько (пол. Osielsko, нім. Osielsk) — село в Польщі, у гміні Осельсько Бидґозького повіту Куявсько-Поморського воєводства. Населення — 4233 особи (2011).
У 1975-1998 роках село належало до Бидгощського воєводства.

## Демографія
Демографічна структура станом на 31 березня 2011 року:
|          | Загалом | Допрацездатний вік | Працездатний вік | Постпрацездатний вік |
| -------- | ------- | ------------------ | ---------------- | -------------------- |
| Чоловіки | 2084    | 551                | 1419             | 114                  |
| Жінки    | 2149    | 524                | 1349             | 276                  |
| Разом    | 4233    | 1075               | 2768             | 390                  |